# Pseudocranae litoralis
Pseudocranae litoralis är en insektsart som beskrevs av Willemse, F.M.H. 1973. Pseudocranae litoralis ingår i släktet Pseudocranae och familjen gräshoppor. Inga underarter finns listade i Catalogue of Life.